# Ranunculus platypetalus
Ranunculus platypetalus är en ranunkelväxtart som först beskrevs av Hand.-mazz., och fick sitt nu gällande namn av Hand.-mazz.. Ranunculus platypetalus ingår i släktet ranunkler, och familjen ranunkelväxter. Utöver nominatformen finns också underarten R. p. macranthus.